# Castell de Castellet (Sant Vicenç de Castellet)
El Castell de Sant Vicenç de Castellet és un edifici de Sant Vicenç de Castellet (Bages), catalogat com a bé cultural d'interès nacional. Juntament amb l'ermita de Santa Maria de Castellet, es troba al cim d'un turó margós que es dreça sobre el poble, a l'altra banda de la carretera d'Abrera i a la riba dreta del Llobregat, poc més avall de l'aiguabarreig amb el Cardener.

## Història
Fou construït arran de la repoblació del Bages per algun personatge important, que en devia tenir el domini eminent, i posteriorment el traspassà als bisbes d'Urgell. El seu terme comprenia pràcticament l'actual municipi de Sant Vicenç de Castellet, i està documentat des del 1001, quan en la butlla del papa Silvestre II al bisbe Sal·la d'Urgell, consta que tenia al territori d'Osona Castellet i Torroella amb els seus confins. El 1099, en la butlla del papa Urbà II al bisbe Ot d'Urgell és citat cita Castellet com a propietat a Manresa, exceptuant la jurisdicció parroquial del bisbe d'Osona.
El 1179, el bisbe Arnau de Preixens vengué el castell al rei Alfons el Cast, i els comtes-reis l'infeudaren a una família que prengué el nom de Castellet. El 23 de febrer del 1277, el castell fou destruït, i el senyor Guillem de Castellet, assassinat, però el castell va ser reconstruït per Bertran de Castellet, i d'aquesta segons obra es la torre que encara es conserva. Entre el 1279 i el 1306, el castlà era Humbert de Rocafort, casat amb Sibil·la de Castellet. A la seva mort, el seu patrimoni fou administrat per la seva vídua fins al 1315, quan l'heretà la seva filla Blanca, casada amb Ramon de Cirera, que el 1343 adquirí el domini directe a Pere el Cerimoniós, i el 1352 traspassà Castellet al noble manresà Guillem de Camps.
El 1360, aquest, senyor de Castellet i de Castellbell, va vendre les seves propietats a Joan de Segalers, també de Manresa. Essent hereva la seva filla, actuà com a procurador Eimeric de Sallent, que en morir aquesta sense fills va ser nomenat hereu juntament amb Anton Guillem de Muntanyans. El 1549, el senyor era Onofre de Cardona. El 1644, la seva besneta Teresa de Cardona i Calvo es va casar amb Pau Amat «menor», de Terrassa, i va morir el 1648, deixant com a hereu universal el seu marit.
L'últim senyor de Castellet va ser Marià Alegre d'Aparici i d'Amat, nomenat baró de Castellet el 1797 per Carles IV, i que en no tenir descendència va llegar el seu patrimoni a l'Hospital de la Santa Creu de Barcelona.

### Rehabilitació
La base del turó de Castellet està formada per grans roques i s'hi havien format grans esquerdes que feien perillar la seva estructura, les quals es van agreujar el 1999. Això va motivar una actuació que es va iniciar el setembre del 2001 amb l'objectiu fer un sanejament dels talussos del turó, fixar-ne la base, i relligar la part superior de la muntanya amb ancoratges. Les obres foren realitzades per iniciativa de l'Ajuntament de Sant Vicenç de Castellet amb la col·laboració de la Generalitat de Catalunya i la Diputació de Barcelona i el conjunt (que inclou també l'ermita) restaurat i rehabilitat va ser inaugurat el 13 d'abril del 2003.
La zona ha estat enjardinada com a espai de lleure, i cada 11 de setembre s'hi col·loca la senyera amb motiu de la Diada Nacional de Catalunya.

## Descripció
De l'antic castell es conserva la torre, que s'aixeca a l'extrem sud del turó, i alguns fragments de la muralla de migdia i restes d'estances. La torre és de planta quadrada amb parets de 90 cm de gruix i amb una alçada de 9,7 m. Té tres pisos i l'aparell és fet amb carreus força gruixuts i grans col·locats en filades horitzontals. La porta d'ingrés és d'arc de mig punt adovellat i de proporcions notables, obrint-se a llevant. Es creu que la torre és de finals del segle xiii, després de la destrucció del 1277, mentre que les altres restes podrien ser anteriors a aquesta data.